# Ecdamua cadenati
Ecdamua cadenati är en stekelart som först beskrevs av Jean Risbec 1951.  Ecdamua cadenati ingår i släktet Ecdamua och familjen gallglanssteklar. Inga underarter finns listade i Catalogue of Life.